# توماس کونیگسهوفر
توماس کونیگسهوفر (آلمانی: Thomas Königshofer؛ زادهٔ ۱ ژوئن ۱۹۶۹) دوچرخه‌سوار اهل اتریش است.
وی در مسابقات کشوری و بین‌المللی در مجموع برندهٔ ۱ مدال برنز شده است.